# آي باد إير
يعد آي باد إير (بالإنجليزية: iPad Air)‏ الجيلَ الخامس من حواسيب أبل اللوحية التي صُمِّمت، طُوِّرت وسُوِّقت من قبل أبل. كُشف النقاب عنه خلال خطاب في 22 من أكتوبر، 2013. يتميز آي باد إير بتصميم أرقّ وبعض التشابهات للآي باد ميني، مع نظام آي أو إس 7 والمعالج Apple A7 ذي المعمارية 64-بت. تعتزم أبل إطلاق آي باد إير في الأول من تشرين الثاني، 2013.

## البرمجيات
يأتي آي باد إير مع نظام آي أو إس 7، الذي أطلق في 18 أيلول 2013. يصف جوناثان إيف، مصممُ العناصر الجديدة في iOS 7، التحديثَ بـ"جلب التنظيم للتعقيد"، مركزاً الانتباه على ميزاتٍ مثلِ الطباعةِ المحسنة، الشفافيةِ، نظامِ الطبقات كبعضٍ من التغييرات الرئيسية للتصميم  يمكن للآي باد إير أن يعمل كنقطة ساخنة، مشاركاً وصلة الإنترنت عبر الواي فاي، البلوتوث أو اليو إس بي.يأتي الآي باد إير مع عدة تطبيقات مثبتة مسبقاً، وتشمل سيري، سفاري (متصفح ويب)، Mail, Photos, Video, Music, iTunes, App Store, Maps, Notes, Calendar, Game Center, Photo Booth, و Contacts 